# Referendum in Oost-Pruisen

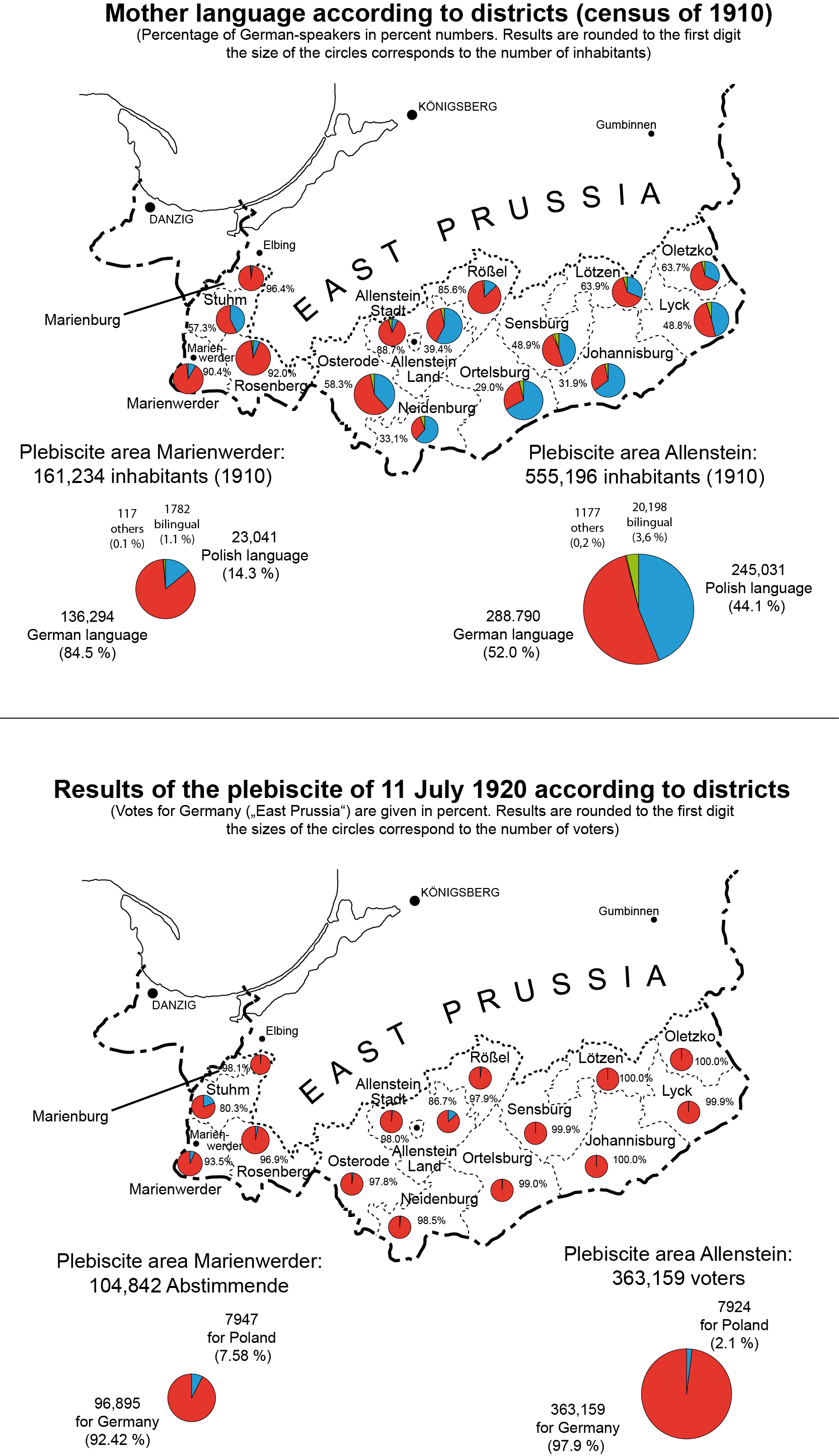
Bovenste kaart:Moedertaal volgens de Pruisische census van 1910. Onderste kaart: uitslagen referendum van 1920.

Het referendum in Oost-Pruisen van 1920 was een referendum waarbij de bevolking in de zuidelijke gemeenten van Ermland en Mazurië mocht bepalen tot welk land ze gingen behoren. De gebieden behoorden tot het Oost-Pruisische district Allenstein en het West-Pruisische district Marienwerder. 
Het referendum werd gehouden op 11 juli 1920. De uitslag van het referendum werd beïnvloed door de Poolse-Russische Oorlog die het bestaan van de nieuwe Poolse staat bedreigde. Mede hierdoor stemden vele Duitse burgers, ook die van Poolse afkomst waren, voor een verblijf bij Duitsland uit vrees dat als ze tot Polen zouden behoren ze weldra onder de Sovjet-Unie zouden vallen. Ten tijde van het referendum kwam het Rode Leger steeds dichter bij de Poolse hoofdstad Warschau. 
Uiteindelijk stemden 97% van de kiezers in het district Allenstein en 92% in het district Marienwerder voor Duitsland. 

## Historische achtergrond
Het betroffen gebied was de voorbije eeuwen wel vaker van land gewisseld gaande van de Oude Pruisen, de Duitse Ordestaat, het hertogdom Pruisen en Duitse keizerrijk en Polen-Litouwen. Ermland was al deel van het koninkrijk Pruisen sinds de eerste Poolse deling in 1772. De regio Mazurië werd al door de familie Hohenzollern geregeerd, sinds 1525 (tot 1660 als Pools leen). Vele inwoners van de regio hadden een Poolse achtergrond, en daarvan was een deel gegermaniseerd. Op de Vredesconferentie van Parijs pleitte de Poolse delegatie onder leiding van Roman Dmowski ervoor om de gebieden die tot 1772 deel hadden uitgemaakt van het Pools-Litouws Gemenebest terug te geven. De Fransen steunden hen hierin, maar de Amerikaanse president Woodrow Wilson en de andere geallieerden vonden dat er een referendum moest komen waarin de bevolking zelf kon kiezen. In de voormalige Duitse provincies Posen en delen van West-Pruisen was in 1919 al een gewapende opstand gekomen tegen de Duitse autoriteiten waardoor deze gebieden toen al bij het heropgerichte Polen gevoegd waren.

## Het referendum
Op 11 juli 1920 werd het referendum gehouden. Duitse instanties, met name 'Heimatvereine', begonnen een propagandacampagne om de mensen ervan te overtuigen voor Duitsland te stemmen, maar dat werd drempelverlagend voorgesteld als de keuze tussen Polen of Oost-Pruisen. In bijna alle districten werd met meer dan 97% voor Oost-Pruisen gekozen, enkel in de landelijke omgeving van Allenstein, de stad zelf niet inbegrepen, werd er met 13% voor Polen gekozen, vooral in enkele Rooms-katholieke dorpen. In het district Oletzko was de zege voor Duitsland het grootst. Maar liefst 99,99% koos voor Oost-Pruisen, slechts twee mensen kozen voor Polen. In 1928 werd de stad Marggrabowa om die reden hernoemd in Treuburg. 
Enkele dorpen, namelijk Lubstynek (Klein Lobenstein), Czerlin (Klein Nappern) en Groszki (Groschken), die direct aan de grens met Polen lagen kozen wel voor Polen en werden dan ook afgestaan aan Polen. Andere dorpen met een Poolse meerderheid werden niet afgestaan omdat ze verspreid tussen 'Duitse' dorpen lagen. Door de strategische ligging van het treinspoor Warschau-Danzig werd de stad en het gebied rond Soldau zonder referendum aan Polen afgestaan en hernoemd in Działdowo. In 1910 gaf de volkstelling in de stad een twee derde Duitstalige meerderheid aan. 
In het West-Pruisische district Marienwerder koos ook een grote meerderheid voor verblijf in Duitsland. In het district Stuhm lag een concentratie van Poolstalige dorpen en in totaal koos 20% voor Polen. Aangezien de rest van West-Pruisen, ten westen van de Weichsel, al zonder meer aan Polen was toegewezen, behoorde dit gebied na de stemming voortaan tot Oost-Pruisen.

## Uitslagen

### Allenstein
| District                     | Hoofdstad (huidige naam)         | Regio      | Stemmen voor Oost-Pruisen (in totaal) | Stemmen voor Polen (in totaal) |
| ---------------------------- | -------------------------------- | ---------- | ------------------------------------- | ------------------------------ |
| Allenstein, stad             | (Olsztyn)                        | Allenstein | 98% (16.742)                          | 2% (342)                       |
| Allenstein, omgeving         | Allenstein (Olsztyn)             | Allenstein | 86,68% (31.707)                       | 13,32% (4.871)                 |
| Johannisburg                 | Johannisburg in Ostpreußen (Pisz | Allenstein | 99,96% (33.817)                       | 0,04% (14)                     |
| Lötzen                       | Lötzen (Giżycko                  | Allenstein | 99,97% (29.349)                       | 0,03% (10)                     |
| Lyck                         | Lyck (Ełk)                       | Allenstein | 99,88% (36.573)                       | 0,12% (44)                     |
| Neidenburg                   | Neidenburg (Nidzica              | Allenstein | 98,54% (22.235)                       | 1,46% (330)                    |
| Oletzko                      | Marggrabowa (Olecko)             | Gumbinnen  | 99,99% (28.625)                       | 0,01% (2)                      |
| Ortelsburg                   | Ortelsburg (Szczytno)            | Allenstein | 98,51% (48.207)                       | 1,49% (497)                    |
| Osterode in Ostpreußen       | Osterode in Ostpreußen (Ostróda) | Allenstein | 97,81% (46.368)                       | 2,19% (1.031)                  |
| Rößel                        | Bischofsburg (Biskupiec)         | Allenstein | 97,9% (35.248)                        | 2,1% (758)                     |
| Sensburg                     | Sensburg (Mrągowo)               | Allenstein | 99,93% (34.332)                       | 0,07% (25)                     |
| Totaal %                     |                                  |            | 97,89%                                | 2,11%                          |
| Totale stemmen               |                                  |            | 363.209                               | 7.980                          |
| Stemopkomst 87,31% (371.715) |                                  |            |                                       |                                |

### Marienwerder
| District                  | Hoofdstad (huidige naam)            | Regio        | Stemmen voor Oost-Pruisen (in totaal) | Stemmen voor Polen (in totaal) |
| ------------------------- | ----------------------------------- | ------------ | ------------------------------------- | ------------------------------ |
| Marienburg in Westpreußen | Marienburg in Westpreußen (Malbork) | Danzig       | 98,94% (17.805)                       | 1,06% (191)                    |
| Marienwerder              | Marienwerder (Kwidzyn)              | Marienwerder | 93,73% (25.608)                       | 6,27% (1.779)                  |
| Rosenberg in Westpreußen  | Rosenberg in Westpreußen (Susz)     | Marienwerder | 96,9% (33.498)                        | 3,1% (1.073)                   |
| Stuhm                     | Stuhm (Sztum)                       | Marienwerder | 80,3% (19.984)                        | 19,7% (4.904)                  |
| Totaal %                  |                                     |              | 92,36%                                | 7,64%                          |
| Totaal stemmen            |                                     |              | 96.923                                | 8.018                          |
| Stemopkomst 84% (105.071) |                                     |              |                                       |                                |